# Saint-Martin-la-Sauveté
Saint-Martin-la-Sauveté is een gemeente in het Franse departement Loire (regio Auvergne-Rhône-Alpes). De plaats maakt deel uit van het arrondissement Roanne. Saint-Martin-la-Sauveté telde op 1 januari 2022 870 inwoners.
De adellijke familie van de graven d'Aix de La Chaise bezat het kasteel Aix in deze gemeente. De biechtvader van Lodewijk XIV, François d'Aix de La Chaise werd hier geboren.

## Geografie
De oppervlakte van Saint-Martin-la-Sauveté bedroeg op 1 januari 2022 29,74 vierkante kilometer; de bevolkingsdichtheid was toen 29,3 inwoners per km². De rivier Aix vormt de noordoostelijke grens van de gemeente.

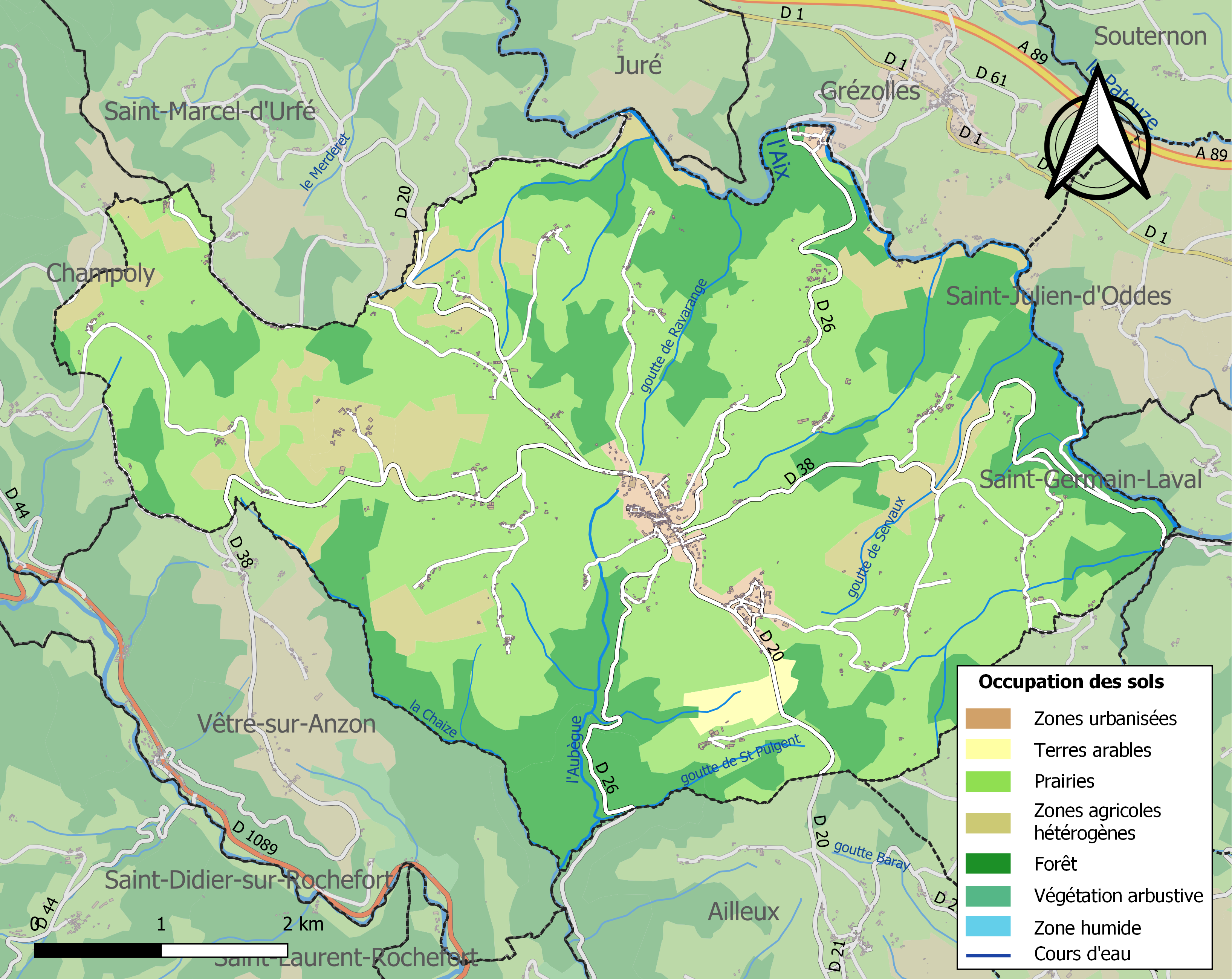
Kaart van de gemeente met de belangrijkste infrastructuur, bodemgebruik en omliggende gemeenten

## Demografie
Onderstaande figuur toont het verloop van het inwonertal (bron: INSEE-tellingen).